# Benauita
La benauita és un mineral de la classe dels fosfats, que pertany al grup de la plumbogummita. Rep el nom de la muntanya de Benau ("Benauer Berg"), als vessants de les quals es troba la localitat tipus, la mina Clara.

## Característiques
La benauita és un fosfat de fórmula química SrFe₃3+(HPO₄,PO₄)₂(OH)₆. Cristal·litza en el sistema trigonal. La seva duresa a l'escala de Mohs és 3,5. És l'anàleg amb estronci de la kintoreïta.
Segons la classificació de Nickel-Strunz, la benauita pertany a «08.BL: Fosfats, etc. amb anions addicionals, sense H₂O, amb cations de mida mitjana i gran, (OH, etc.):RO₄ = 3:1» juntament amb els següents minerals: beudantita, corkita, hidalgoïta, hinsdalita, kemmlitzita, svanbergita, woodhouseïta, gal·lobeudantita, arsenogoyazita, arsenogorceixita, arsenocrandal·lita, crandal·lita, dussertita, eylettersita, gorceixita, goyazita, kintoreïta, philipsbornita, plumbogummita, segnitita, springcreekita, arsenoflorencita-(La), arsenoflorencita-(Nd), arsenoflorencita-(Ce), florencita-(Ce), florencita-(La), florencita-(Nd), waylandita, zaïrita, arsenowaylandita, graulichita-(Ce), florencita-(Sm), viitaniemiïta i pattersonita.

## Formació i jaciments
Va ser descoberta a la mina Clara, una mina situada a la vall de Rankach, al massís Selva Negra (Baden-Württemberg, Alemanya). També ha estat descrita a la mina La Paloma, a la localitat de Zarza la Mayor, a Càceres (Extremadura, Espanya) i a la pegmatita Kobokobo, a Mwenga (Kivu del Sud, Congo). Aquests tres indrets són els únics de tot el planeta on ha estat descrita aquesta espècie mineral.